# Калибровка
Калибровка измерительных приборов — установление зависимости между показаниями средства измерительной техники (прибора) и размером измеряемой (входной) величины. Под калибровкой часто понимают процесс подстройки показаний выходной величины или индикации измерительного инструмента до достижения согласования между эталонной величиной на входе и результатом на выходе (с учётом оговорённой точности). Например, калибровкой медицинского термометра, показывающего в ванне с температурой +36,6 °С результат на дисплее +36,3 °С, будет добавление 0,3 °С. При этом неважно, будет ли эта величина внесена в память прибора или написана на приклеенной к термометру бумаге.

## Калибровка весов
Калибровка электронных весов  — это цикл операций, производимых с целью настройки метрологических характеристик весов к утверждённым требованиям.
Калибровка бывает:
- Первичная
- Периодическая
- Внеочередная

Калибровка электронных весов производится программными средствами весоизмерительной станции (терминала).

## В международных и национальных стандартах, законах и нормативной документации

### В России
Калибровка средства измерений — совокупность операций, выполняемых в целях определения действительных значений метрологических характеристик средств измерений.
Калибровка средств измерений производится преимущественно метрологическими службами юридических лиц с использованием эталонов, соподчинённых государственным эталонам единиц величин.
В России калибровочная деятельность регламентирована Законом РФ «Об обеспечении единства измерений» и многими другими подзаконными актами. В нормативных документах не очень чётко разграничены понятия «калибровка» и «поверка».

### Нормативная документация
- Федеральный закон Российской Федерации Об обеспечении единства измерений от 26 июня 2008 года № 102-ФЗ
- ПР 50.2.016-94 ГСИ. Требования к выполнению калибровочных работ (недоступная ссылка)
- ПР 50.2.017-95 ГСИ. Положение о Российской системе калибровки (недоступная ссылка)
- ПР 50.2.018-95 ГСИ. Порядок аккредитации метрологических служб юридических лиц на право проведения калибровочных работ (недоступная ссылка)
- РД 34.11.412-96 Методические указания. Калибровка средств измерений на энергопредприятиях электроэнергетики. Организация и порядок проведения
- РМГ 29-2013 ГСИ. Метрология. Основные термины и определения.